# Comunicação e multimeios
Multimeios é uma área da Comunicação Social que estuda o advento de novas mídias (ou meios) para transmissão de mensagens, suas linguagens e seu impacto na sociedade, como também a intersecção entre diversas mídias e destas com outras formas de expressão. De um maneira mais técnica, estuda o campo da multimídia em toda sua abrangência.

## Graduação
Um graduando em Comunicação Social com habilitação em Multimeios se tornará um profissional ou especialista nas diferentes linguagens dos meios de comunicação e como estas interagem e se hibridizam. Poderá atuar em diversas áreas profissionais ou do conhecimento, tais como o audiovisual, hipermídia e design e em estudos da Teoria da Comunicação, Sociologia e Política, de acordo com o direcionamento dentro do curso.

### Currículo
O currículo do curso de Comunicação e Multimeios engloba desde os estudos teóricos da comunicação a aulas sobre História da Arte, Filosofia, Hipertexto e oficinas de criação em Video, Cinema, Design Gráfico, etc. É possível também o desenvolvimento ao longo do curso de uma pesquisa científica sobre um determinado tema a ver com a comunicação, assim como a participação em eventos acadêmicos, como simpósios e seminários, ou culturais (como festivais e exposições), além dos campeonatos universitários.

## Tecnologia
Dentro de um panorama de rápida transformação tecnológica e aparecimento de novas dispositivos de comunicação, um estudioso em Multimeios conecta diferentes áreas do saber, com uma visão crítica e abrangente das transformações sociais ocasionadas pela tecnologia, como explicita a célebre frase do teórico canadense Marshall McLuhan "O meio é a mensagem", significando que a principal mudança que uma nova tecnologia acarreta não é no nível de conteúdo, mas social.

## Ligações Externas
- Informações sobre o curso na UEM
- Site do curso de Multimeios da PUC-SP
- Site do Programa de Pós-Graduação em Multimeios da UNICAMP
- Cursos em Multimeios no Guia do Estudante Abril